# Soltauquelle
Die Soltauquelle ist ein Naturschutzgebiet in der niedersächsischen Gemeinde Gevensleben im Landkreis Helmstedt.

## Allgemeines
Das Naturschutzgebiet mit dem Kennzeichen NSG BR 173 ist circa 1,33 Hektar groß. Es ist Bestandteil des FFH-Gebietes „Heeseberg-Gebiet“. Das Naturschutzgebiet ersetzt das gleichnamige Naturdenkmal. Das Gebiet steht seit dem 15. Oktober 2020 unter Naturschutz. Zuständige untere Naturschutzbehörde ist der Landkreis Helmstedt.

## Beschreibung
Das Naturschutzgebiet liegt südöstlich von Braunschweig in etwa zwischen den Ortschaften Barnstorf und Watenstedt. Es stellt eine Binnensalzstelle mit dem Quelltopf einer Solequelle und ihren Rand- und Vernässungsbereichen sowie einen angrenzenden Abschnitt der Soltau unter Schutz. Die Solequelle wird von in geringer Tiefe anstehendem Zechsteinsalz gespeist. In den an die Quelle angrenzenden Salzwiesen siedeln charakteristische salztolerante Pflanzen wie Gewöhnlicher Salzschwaden, Strandmilchkraut, Gewöhnlicher Queller und Salzschuppenmiere. An den salzärmeren Rändern des Naturschutzgebietes siedeln feuchte Gras- und Staudenfluren.